# جوربیجارکل
جوربیجارکل، روستایی است از توابع بخش کوچصفهان شهرستان رشت در استان گیلان ایران.
.

## جمعیت
این روستا در دهستان کنارسر قرار دارد و براساس سرشماری مرکز آمار ایران در سال ۱۳۸۵، جمعیت آن ۳۵۷ نفر (۱۰۸خانوار) بوده‌است.